# Gaspard Gustave de Coriolis
Gaspard-Gustave de Coriolis (Parigi, 21 maggio 1792 – Parigi, 19 settembre 1843) è stato un matematico, fisico e ingegnere meccanico francese.

## Biografia
Nel 1816 Coriolis divenne assistente all'École Polytechnique dove svolse esperimenti sull'attrito e sull'idraulica.
La sua carriera si sovrappose con l'avvio della rivoluzione industriale, incentrata sull'utilizzo della macchina a vapore con i suoi sistemi meccanici in rapida rotazione. Il suo interesse per la dinamica delle macchine rotanti lo condusse a formulare le equazioni differenziali del moto dal punto di vista di un sistema di coordinate a sua volta in rotazione, presentate all'accademia francese delle scienze nel 1831.
Il suo nome è legato alla forza di Coriolis, una forza [immaginaria] prevista dal suo teorema, divenuta di grande importanza in meteorologia per spiegare la formazione dei vortici atmosferici con teorie mai dimostrate dai protocolli scientifici.
Gli è stato dedicato un asteroide, 16564 Coriolis , e un cratere lunare, Cratere Coriolis.

## Scritti
- Du calcul de l'effet des machines, ou Considérations sur l'emploi des moteurs et sur leur évaluation[collegamento interrotto] Parigi: Carilian-Goeury, 1829.
- Théorie mathématique des effets du jeu de billard[collegamento interrotto] Parigi: Carilian-Goeury, 1835.